# Labidocera madurae
Labidocera madurae är en kräftdjursart som först beskrevs av A. Scott 1909.  Labidocera madurae ingår i släktet Labidocera och familjen Pontellidae. Inga underarter finns listade i Catalogue of Life.